# Leonhard von Rothkirch und Panthen

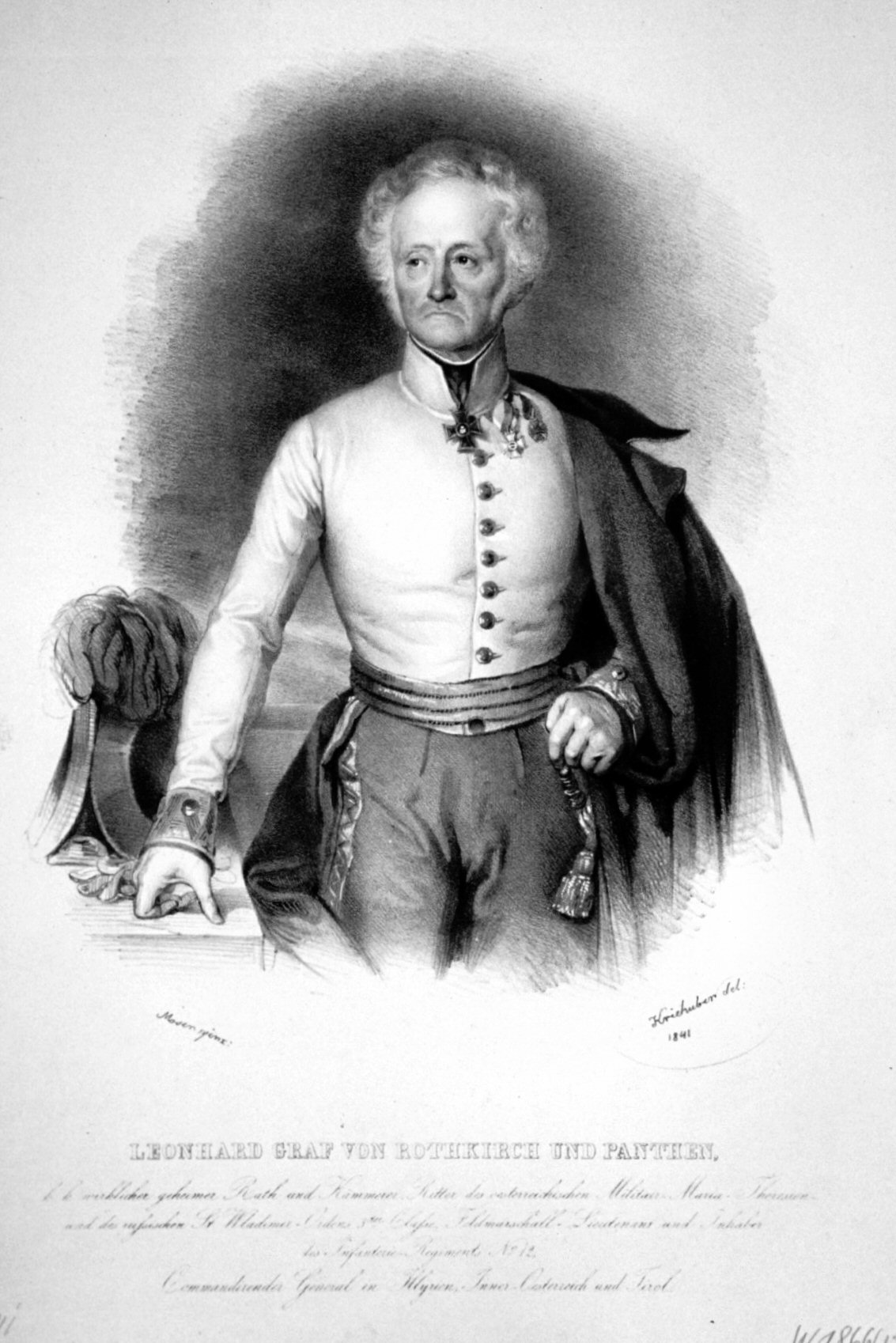
Leonhard von Rothkirch und Panthen (1773-1842)

Graf Leonhard von Rothkirch und Panthen  (* 6. November 1773 in Parndorf (auch:Pahrendorf in Ungarn); † 10. Juni 1842 in Wien) war k. k. Feldmarschall-Lieutenant, Ritter des Maria-Theresia-Ordens und Schriftsteller. Zuletzt war er Kommandierender General in Illyrien.

## Leben
Seine Eltern waren der kaiserliche Major Johann Leopold Balthazar von Rothkirch (1724–1784) und dessen Ehefrau Freiin Maria Elisabeth Rosalie Wallbrunn zu Parthenheim. Der Feldmarschall-Lieutenant Graf Leopold von Rothkirch und Panthen war sein Bruder.
Er erhielt seine Bildung auf der Wiener-Neustädter Militär-Akademie und kam im Oktober 1791 als Fahnen-Kadett in das Infanterie-Regiment Nr. 27 (Strassoldo). Im Juni 1793 wurde er dort Fähnrich und bald darauf zum Unterlieutenant. Während des Ersten Koalitionskrieges stand er im Jahr 1793 mit seinem Regiment am Oberrhein. Dort traf er den Major Rupp, dieser war Adjutant des Herzogs Albert Kasimir von Sachsen-Teschen, dem Generalgouverneur der Österreichischen Niederlande. Dieser empfahl ihm den General-Adjutanten von Seckendorf. Rothkirch kam in den Generalstab, wo er sich bewährte und zum Oberlieutenant befördert wurde. So kam er zum Feldmarschall-Lieutenant Kray und zeichnete sich bei Mainz, Sulzbach, Amberg, Würzburg und Neuwied aus. Aber 1797 war er der einzige Offizier im General-Quartiermeisterstabe im Korps des Generals de Brye. Durch seine gute Kenntnis des Geländes gelang es Rothkirch das bereits eingeschlossene Korps zum Armee unter Feldmarschall-Lieutenants Werneck zurückzuführen und den General de Brye vor der Gefangennahme zu bewahren.
Obwohl für die Zeit nach dem Krieg keine Beförderungen vorgesehen waren, wurde Rothkirch als Hauptmann in das Pionier-Korps versetzt. Im Zweiten Koalitionskrieg leitete er 1799 und 1800 den Bau wichtiger Stellungen in Schwaben, in der Schweiz, in Graubünden und Tirol.
Nach dem Krieg begann er ein ausgiebiges Selbststudium der Kriegsgeschichte, Kriegsbaukunst und anderer militärischer Wissenszweige, in Österreich herrschte derweilen politische Durcheinander. Nach einiger Zeit erhielt der Erzherzog Karl wieder den Oberbefehl über die Armee und leitete grundlegende Reformen ein. Ein erkannter Mangel war das mangelnde Fachwissen der Militärs, die oft nicht mehr als ihr Dienst- und Exerzier-Reglement kannten. Der Erzherzog holte nun Rothkirch für den Unterricht der Generalität. Dieser schrieb für diese Gruppe „Anleitung höheren Kriegskunst“. Für die Unteroffiziere schrieb er „Beiträge zum praktischen Unterricht für die Offiziere der k. k. österr. Armee“, zwischen 1809 und 1811 erschienen acht Hefte. Im Jahr 1807 wurde er dafür außer der Reihe zum Major befördert und kämpfte im 1809 im Fünften Koalitionskrieg. In der Schlacht bei Aspern stand er an der Spitze der Grenadiere, welche den Schüttkasten bei Eßlingen stürmten. Dafür wurde er auf dem Schlachtfeld zum Oberstleutnant befördert, war aber auch am Arm schwer verletzt.
Nach dem Frieden beschäftigte er sich wieder mit den Kriegswissenschaften bis zum Ausbruch der Befreiungskriege. Im August 1813 zum Obersten befördert, kam er als Chef des Generalstabes zum Korps des Generals der Kavallerie Graf Klenau. Er kämpfte in der Schlacht bei Leipzig, wo das Pferd unter ihm erschossen wurde. Er beteiligte sich am Sturm auf die Dörfer Holzhausen und Zuckelhausen. Für seine geschickte Truppenführung erhielt er vom Kaiser mit persönlichem Schreiben am 30. Oktober 1813 den Maria-Theresia-Orden. Anschließend blockierte das Korps Klenau die Franzosen unter Saint-Cyr in Dresden, so das dieser gezwungen war zu kapitulieren. Probleme gab es aber mit den Kapitulationsbedingungen Klenau und Rothkirch wurde vorgeworfen ihre Kompetenzen überschritten zu haben. Sie wurden vom ihrem Kommando entfernt und nach Prag geschickt.
Aber als 1814 die Alliierten Paris erreichten, wurde Rothkirch nach Italien geschickt, um die Kapitulation der italienischen Festungen zu verhandeln. So verhandelte mit der Festung Mantua. Anschließend ging er nach Florenz zum Großherzog der Toscana. Nach der Rückkehr Napoleon wurde Rothkirch während des Feldzuges 1815 Generalstabschef dem Erzherzog Johann. Außerdem stand er bei der Belagerung von Hüningen.
Nach dem Krieg erhielt er neue Aufgaben, er wurde mit der Vermessung von Österreich beauftragt. Außerdem wurde er mit dem Oberst Fallon Leiter der Grundsteuer-Regulierungs-Hofkommission. Fallon organisierte den  trigonometrischen Teil, Rothkirch den graphischen. 1818 erhielt er auch die Leitung der Neue militärische Zeitschrift Am 17. Dezember 1821 erhielt er die Beförderung zum Generalmajor und wurde nach Klagenfurt versetzt. Am 22. Januar 1826 wurde er und sein Bruder in den österreichischen Grafenstand erhoben. 1830 kehrte er als Chef des Generalstabes nach Wien zurück. Dort wurde er am 16. Januar 1832 zum Feldmarschall-Lieutenant befördert, 1834 wurde er Inhaber des Infanterie-Regiments Nr. 34 und 1835 Geheimer Rat. Am 15. August 1840 wurde er kommandierender General in  Illyrien, Innerösterreich und Tirol. Er feierte noch 1841 sein 50-jähriges Dienstjubiläum, als er erkrankte und zur Behandlung nach Wien ging. Dort starb er in der Nacht vom 10. auf den 11. Juni 1842 an einen Nervenschlag.

## Familie
Rothkirch heiratete am 21. Mai 1811 die Freiin Juliane Charlotte von Rothkirch-Trach (* 26. Juni 1790; † 28. April 1872). Das Paar hatte mehrere Kinder:
- Ferdinand Carl Ernst Leopold Victor (* 11. April 1814), Besitzer der Herrschaft Schönstein in der Steyermark
- Natalie Wilhelmine Constance (* 25. Januar 1816; † 24. September 1863) ⚭ 1839 Freiherr August von Herzogenberg-Peccaduc (* 1815; † 29. August 1846), k. k. Kämmerer
- Juliane Caroline Henriette Dorothea (* 12. Juni 1818; † 20. November 1862) Stiftsdame im Theresien-Stift Prag
- Leonhardine Marie Anna Louise Francisca (* 31. Juli 1820; † 17. März 1901)[3] ⚭ 1861 Freiherr Bernhard von Wüllerstorf-Urbair (* 29. Januar 1816; † 10. August 1883), Vice-Admiral
- Lothar Aurelio Leopold (* 12. März 1822; † 30. Dezember 1903), österreichischer Generalmajor[4] ⚭ 1846 Angelica Elisabeth Lacy (1822–1891)